# Ixodes drakensbergensis
Ixodes drakensbergensis är en fästingart som beskrevs av Clifford, Theiler och Baker 1975. Ixodes drakensbergensis ingår i släktet Ixodes och familjen hårda fästingar. Inga underarter finns listade i Catalogue of Life.